# Bundesautobahn 388
Die Bundesautobahn 388 (Abkürzung: BAB 388) – Kurzform: Autobahn 388 (Abkürzung: A 388) – war eine Autobahn, die von der Bundesautobahn 7 vom ehemaligen Autobahndreieck Göttingen-Nord nach Göttingen verlief. Sie hatte eine Länge von circa vier Kilometern.

## Geschichte
Errichtet wurde die Autobahn Anfang der 1970er Jahre, um die Kasseler Landstraße, welche bis dato die einzige Verbindung von Göttingen und seinem Umland zur Bundesautobahn 7 (Kassel–Hannover) war, zu entlasten. So muss der Verkehr Kassel–Untereichsfeld bzw. Kassel–Hochharz nicht mehr durch das gesamte Göttinger Stadtgebiet fahren, wodurch die neue Autobahn die Funktion einer Teilortsumgehung übernahm. Daher wurde bzw. wird sie auch Nordtangente genannt.
Die Autobahn wurde 2003 zu einem Ast der Bundesstraße 27 herabgestuft. Dies geschah im Hinblick auf die Fertigstellung der Bundesautobahn 38, welche die ursprünglich geplante Autobahn Göttingen–Bad Lauterberg, deren Beginn die A 388 darstellen sollte, ersetzt. Seit 2019 stellt sie die Hauptroute der Bundesstraße dar, nachdem die ursprüngliche Route bis Friedland aufgelöst bzw. auf die Autobahnen 7 und 38 verlegt wurde.